# Idiops fortis
Idiops fortis là một loài nhện trong họ Idiopidae.
Loài này thuộc chi Idiops. Idiops fortis được Mary Agard Pocock miêu tả năm 1900.